# Cactus hexacanthus
Cactus hexacanthus là một loài thực vật có hoa trong họ Cactaceae. Loài này được (Salm-Dyck) Kuntze mô tả khoa học đầu tiên năm 1891.